# Shivatkar
Shivatkar es una  ciudad censal situada en el distrito de Pune en el estado de Maharashtra (India). Su población es de 11228 habitantes (2011). Se encuentra a 36 km de Pune.

## Demografía
Según el censo de 2011 la población de Shivatkar era de 11228 habitantes, de los cuales 5702 eran hombres y 5526 eran mujeres. Shivatkar tiene una tasa media de alfabetización del 85,76%, superior a la media estatal del 82,34%: la alfabetización masculina es del 91,09%, y la alfabetización femenina del 80,28%.